# 科爾彭艾克縣

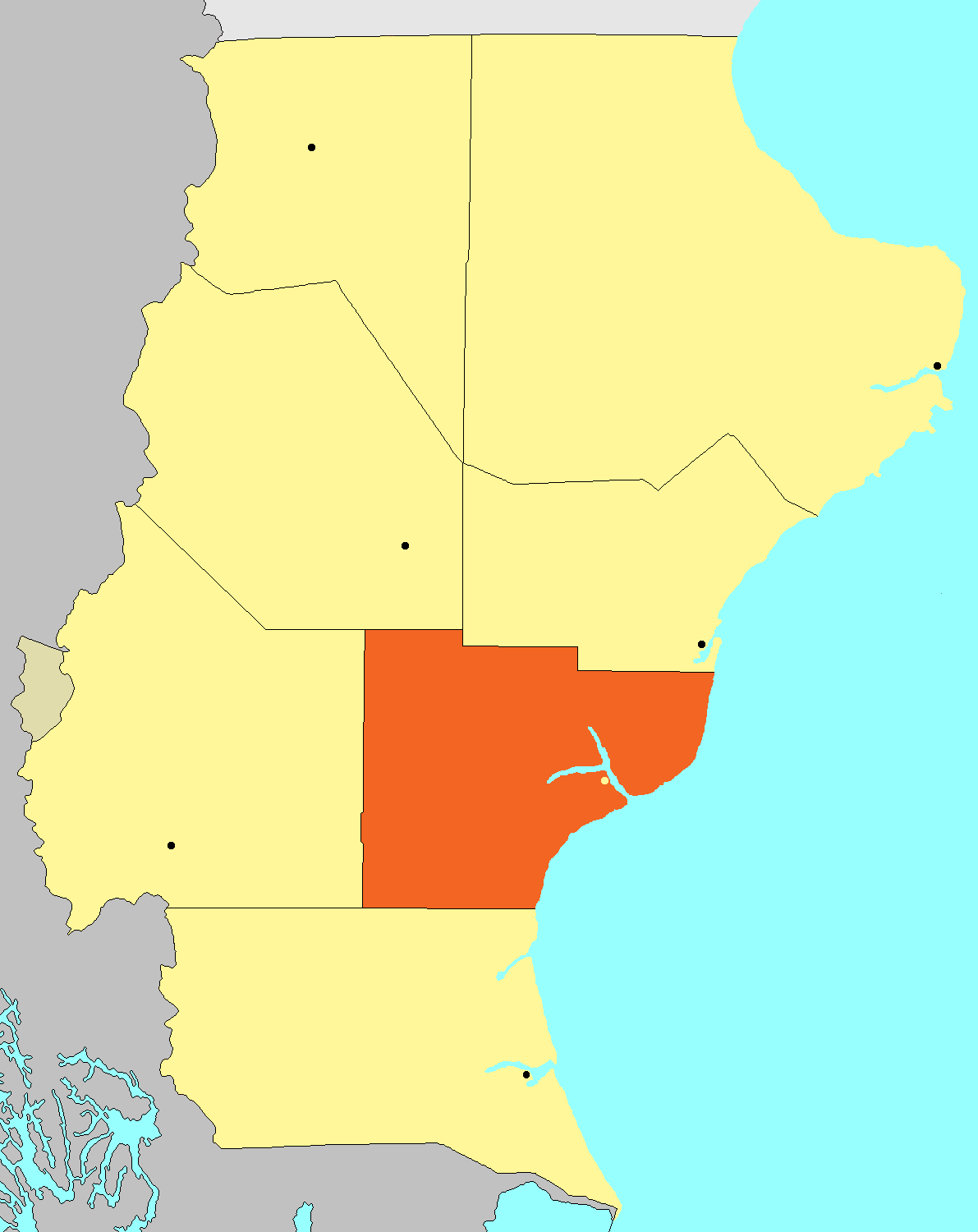

科爾彭艾克縣（西班牙語：Departamento Corpen Aike），是阿根廷的縣份，位於該國南部聖克魯斯省，首府設於聖克魯斯港，面積26,350平方公里，2013年人口11,093，人口密度每平方公里0.42人。
50°01′07″S 68°31′12″W / 50.01861°S 68.52000°W